# IAR-15
Die IAR-15 ist ein rumänisches Jagdflugzeug der 1930er Jahre.

## Entwicklung
Die IAR-15 wurde von Elie Carafoli entwickelt und entstand kurz nach der IAR-14. Sie unterschied sich vom Aufbau und den Abmessungen nur unwesentlich von dieser, erhielt aber ein stärkeres Triebwerk und stromlinienförmige Fahrwerksverkleidungen. Der Prototyp startete 1933 mit einem 500-PS-Motor von Gnome-Rhône zum Erstflug. Obwohl für die Serienversion ein stärkerer Antrieb des gleichen Herstellers vorgesehen war, wurden von der IAR-15 nur fünf Exemplare gebaut. Wie schon bei ihrer Vorgängerin IAR-14 fiel die Entscheidung zur Serienproduktion zugunsten des polnischen Lizenzmusters P.11 aus.

## Aufbau
Die IAR-15 ist ein freitragender Tiefdecker in Gemischtbauweise. Der Rumpf besteht aus drei Teilen mit ovalem Querschnitt. Das Mittelteil bildet zusammen mit dem Tragflügelmittelstück eine Einheit aus Duralumin-Fachwerk, -Rippen und -Beplankung. Vorder- und Hinterteil bestehen aus Stahlrohrfachwerk und sind mit Blech beplankt bzw. Stoff bespannt. Der dreiteilige Tragflügel ist mit zwei Duralumin-Kastenholmen ausgeführt, die beiden Außenteile besitzen Rippen aus rumänischer Fichte mit Sperrholzbeplankung. Sämtliche Ruder und Flossen werden aus einem Duraluminrahmen mit Stoffbespannung gebildet. Die Räder des Hauptfahrwerks sind stromlinienförmig verkleidet und bremsbar ausgeführt. Sie können wie das Heckrad nicht eingezogen werden.

## Technische Daten
| Kenngröße             | Daten (Prototyp)                                              | Daten (Serie)                                                 |
| --------------------- | ------------------------------------------------------------- | ------------------------------------------------------------- |
| Besatzung             | 1                                                             | 1                                                             |
| Spannweite            | 11,00 m                                                       | 11,00 m                                                       |
| Länge                 | 7,76 m                                                        | 7,76 m                                                        |
| Höhe                  | 2,70 m                                                        | 2,70 m                                                        |
| Flügelfläche          | 19,00 m²                                                      | 19,00 m²                                                      |
| Flügelstreckung       | 6,4                                                           | 6,4                                                           |
| Leermasse             | k. A.                                                         | 1215 kg                                                       |
| Rüstmasse             | 1255 kg                                                       | k. A.                                                         |
| Nutzlast              | 380 kg                                                        | k. A.                                                         |
| Startmasse            | 1635 kg                                                       | 1650 kg                                                       |
| Flächenbelastung      | 86 kg/m²                                                      | k. A.                                                         |
| Leistungsbelastung    | 3,3 kg/PS                                                     | k. A.                                                         |
| Flächenleistung       | 26,3 PS/m²                                                    | k. A.                                                         |
| Antrieb               | ein luftgekühlter Neunzylinder-Sternmotor                     | ein luftgekühlter Neunzylinder-Sternmotor                     |
| Typ                   | Gnome-Rhône 9Krsd                                             | Gnome-Rhône 9Krse                                             |
| Leistung              | 500 PS (ca. 370 kW) in 4.000 m                                | 600 PS (ca. 440 kW) in 4.000 m                                |
| Kraftstoffvolumen     | 350 l im abwerfbaren Rumpftank                                | 350 l im abwerfbaren Rumpftank                                |
| Höchstgeschwindigkeit | 345 km/h in 4000 m Höhe 340 km/h in 5.000 m Höhe              | 375 km/h in 4000 m Höhe                                       |
| Landegeschwindigkeit  | 107 km/h                                                      | 107 km/h                                                      |
| Steigzeit             | 8 min auf 5.000 m                                             | 8 min auf 5.000 m                                             |
| Dienstgipfelhöhe      | 10.000 m                                                      | 10.500 m                                                      |
| Reichweite            | 600 km                                                        | k. A.                                                         |
| Bewaffnung            | zwei synchronisierte 7,7-mm-MG über dem Motor (je 500 Schuss) | zwei synchronisierte 7,7-mm-MG über dem Motor (je 500 Schuss) |